# Macrosiphoniella medvedevi
Macrosiphoniella medvedevi är en insektsart. Macrosiphoniella medvedevi ingår i släktet Macrosiphoniella och familjen långrörsbladlöss. Inga underarter finns listade i Catalogue of Life.